# Claviere
Claviere – miejscowość i gmina we Włoszech, w regionie Piemont, w prowincji Turyn.
Według danych na rok 2004 gminę zamieszkiwały 163 osoby, 81,5 os./km².
Claviere wchodzi w skład jednego z największych ośrodków narciarskich we Włoszech, Via Lattea.